# أولاد بالعربي (أولاد زيد)
أولاد بالعربي هو دُوَّار يقع بجماعة البدوزة، إقليم آسفي، جهة مراكش آسفي في المملكة المغربية. ينتمي الدوّار لمشيخة أولاد زيد التي تضم 29 دوار. يقدر عدد سكانه بـ 280 نسمة حسب الإحصاء الرسمي للسكان والسكنى لسنة 2004.

## روابط خارجية
- البوابة الوطنية للجماعات الترابية
- المندوبية السامية للتخطيط